# Campeonato Catarinense de Futebol de 2017
O Campeonato Catarinense de Futebol de 2017 é uma competição com organização da Federação Catarinense de Futebol no que concerne as três divisões estaduais. Iniciou em fevereiro (Série A), e terminou na metade de outubro (Série B).

## Série A

### Equipes participantes
| Equipe            | Cidade        | Em 2016      | Estádio                            | Capacidade | Títulos (Último) |
| ----------------- | ------------- | ------------ | ---------------------------------- | ---------- | ---------------- |
| Atlético Tubarão  | Tubarão       | 2º (Série B) | Estádio Domingos Silveira Gonzales | 1.706      | 0                |
| Almirante Barroso | Itajaí        | 1º (Série B) | Camilo Mussi                       | 1.760      | 0                |
| Avaí              | Florianópolis | 8º           | Ressacada                          | 17.826     | 16 (2012)        |
| Brusque           | Brusque       | 5º           | Augusto Bauer                      | 5.000      | 1 (1992)         |
| Chapecoense       | Chapecó       | 1º           | Arena Condá                        | 19.325     | 5 (2016)         |
| Criciúma          | Criciúma      | 3º           | Heriberto Hülse                    | 19.900     | 10 (2013)        |
| Figueirense       | Florianópolis | 4º           | Orlando Scarpelli                  | 19.584     | 17 (2015)        |
| Inter de Lages    | Lages         | 6º           | Vidal Ramos Júnior                 | 4.681      | 1 (1965)         |
| Joinville         | Joinville     | 2º           | Arena Joinville                    | 20.160     | 12 (2001)        |
| Metropolitano     | Blumenau      | 7º           | Complexo Esportivo Bernardo Werner | 6.000      | 0                |

### Premiação
| Campeonato Catarinense de 2017  |
| ------------------------------- |
|                                 |
| Chapecoense Campeão (6º título) |

## Série B

### Equipes Participantes
| Equipe              | Cidade             | Em 2016       | Estádio                  | Capacidade | Títulos               |
| ------------------- | ------------------ | ------------- | ------------------------ | ---------- | --------------------- |
| Barra-SC            | Balneário Camboriú | 7°            | Camilo Mussi             | 1 760      | 0                     |
| Camboriú            | Camboriú           | 10º (Série A) | Robertão                 | 3 300      | 1 (2011)              |
| Concórdia           | Concórdia          | 3°            | Domingos Machado de Lima | 3 161      | 1 (1991)              |
| Fluminense-SC*      | Joinville          | 2º (Série C)  | Arena Joinville          | 20 160     | 0                     |
| Guarani de Palhoça  | Palhoça            | 9º (Série A)  | Estádio Renato Silveira  | 2 081      | 2 (2003 e 2012)       |
| Hercílio Luz        | Tubarão            | 4°            | Aníbal Costa             | 3 570      | 0                     |
| Jaraguá             | Jaraguá do Sul     | 9°            | Botafogo                 | 1 000      | 0                     |
| Juventus de Jaraguá | Jaraguá do Sul     | 5°            | João Marcatto            | 5 270      | 0                     |
| Marcílio Dias       | Itajaí             | 8º            | Hercílio Luz             | 12 000     | 3 (1999, 2010 e 2013) |
| Operário de Mafra   | Mafra              | 6°            | 16 de Abril              | 2 000      | 0                     |

*Somente o campeão da Série C de 2016 (Itajaí) teria a vaga para a disputa da Série B de 2017. Mas como este decidiu não participar da competição em 2017, devido a problemas financeiros, a vaga foi cedida ao vice-campeão Fluminense-SC.

### Premiação
| Campeonato Catarinense de 2017 - Série B |
| ---------------------------------------- |
|                                          |
| Concórdia Campeão (2º título)            |

## Série C

### Equipes participantes
| Equipe      | Município   | Em 2016     | Estádio                            | Capacidade | Títulos  |
| ----------- | ----------- | ----------- | ---------------------------------- | ---------- | -------- |
| Blumenau    | Blumenau    | ---         | Complexo Esportivo Bernardo Werner | 3.624      | ---      |
| Caçador     | Caçador     | ---         | Carlos Alberto Costa Neves         | 6.500      | 1 (2012) |
| CEC/Orleans | Orleans     | 5º          | Osmundino Matheus                  | 1.100      | ---      |
| Imbituba    | Imbituba    | 3º          | Emília Mendes Rodrigues            | 3.000      | ---      |
| Porto       | Porto União | 10º Série B | Antiocho Pereira*                  | 1.100      | 1 (2008) |

- O Porto é um clube da cidade de Porto União, mas manda seus jogos em União da Vitória, no Paraná.

### Premiação
| Campeonato Catarinense de 2017 - Série C |
| ---------------------------------------- |
|                                          |
| Blumenau Campeão (1º título)             |